# Max Haupt
Max Haupt (* 26. April 1870 in Wien; † 20. Dezember 1932 ebenda) war ein österreichischer Baumeister und Architekt.

## Leben
Er war der Sohn des Wiener Stadtbaumeisters Josef Haupt. Nach Abschluss der Staatsgewerbeschule erwarb er die Baumeisterkonzession. Zunächst war er im Betrieb seines Vaters tätig, später führte er eine Kanzlei im Haus mit Karl Badstieber, mit dem er auch diverse Bauten als Bauherr verwirklichte.
Hauptsächlich war Haupt im 18. Wiener Bezirk aktiv. Nebenbei war er Geschäftsführer einer Handelsgesellschaft für Baumaterialien, ab 1910 auch beeideter Bausachverständiger sowie Schätzmeister.

## Bauten
| Foto |                 | Baujahr   | Name | Standort                                                   | Beschreibung                                                                   | Metadaten                                                                                |
| ---- | --------------- | --------- | --- | ---------------------------------------------------------- | ------------------------------------------------------------------------------ | ---------------------------------------------------------------------------------------- |
| ja   | Datei hochladen | 1904–1906 | Ausführung Viktualienhalle                                                                                | Wien 3, Invalidenstraße 2                                  | zerstört Architekt Planung Stadtbauamt: Josef Klingsbigl. 1976/77 abgebrochen. | P84(Architekt): P131(Ort):                                                               |
| ja   | Datei hochladen | 1904–1912 | Blockrandverbauung                                                                                        | Wien 18, Scheibenbergstraße 8–22 Standort                  | Entwurf Karl Badstieber. Bauherr und Ausführung                                | P84(Architekt): P131(Ort):                                                               |
| ja   | Datei hochladen | 1905      | Miethaus                                                                                                  | Wien 18, Herbeckstraße 88–90 Standort                      | Anmerkung: Entwurf Karl Badstieber; Ausführung                                 | P84(Architekt):Max Haupt, Karl Badstieber P131(Ort):Wien Region-ISO:AT-9                 |
| ja   | Datei hochladen | 1905      | Miethaus                                                                                                  | Wien 18, Herbeckstraße 98 Standort                         | Anmerkung: Entwurf Karl Badstieber; Bauherr und Ausführung                     | P84(Architekt): P131(Ort):                                                               |
| ja   | Datei hochladen | 1905      | Zinshaus                                                                                                  | Wien 18, Lacknergasse 110 / Währinger Straße 155 Standort  |                                                                                | P84(Architekt):Max Haupt P131(Ort):Wien Region-ISO:AT-9                                  |
| BW   | Datei hochladen | 1905      | Miethaus                                                                                                  | Wien 9, Schubertgasse 20 Standort                          | Anmerkung: Entwurf und Ausführung                                              | P84(Architekt):Max Haupt, Eugen Felgel P131(Ort):Wien Region-ISO:AT-9                    |
| ja   | Datei hochladen | 1906      | Miethaus                                                                                                  | Wien 18, Edelhofgasse 27 / Sternwartestraße 28 Standort    | Anmerkung: Entwurf Karl Badstieber; Bauherr und Ausführung                     | P84(Architekt):Max Haupt, Ernst Ornstein, Karl Badstieber P131(Ort):Wien Region-ISO:AT-9 |
| ja   | Datei hochladen | 1906      | Miethaus                                                                                                  | Wien 18, Gymnasiumstraße 32 / Sternwartestraße 30 Standort |                                                                                | P84(Architekt):Max Haupt P131(Ort):Wien Region-ISO:AT-9                                  |
| ja   | Datei hochladen | 1907      | Miethaus                                                                                                  | Wien 18, Bastiengasse 71 Standort                          |                                                                                | P84(Architekt):Max Haupt P131(Ort):Wien Region-ISO:AT-9                                  |
| ja   | Datei hochladen | 1907      | Selma-Hof                                                                                                 | Wien 19, Billrothstraße 20 / Hardtgasse 2–4 Standort       |                                                                                | P84(Architekt):Max Haupt P131(Ort):Wien Region-ISO:AT-9                                  |
| ja   | Datei hochladen | 1908–1909 | ehemal. NÖ Landes-Zentralkinderheim heute zum Teil Frauenklinik Semmelweis HERIS-ID: 5716 Objekt-ID: 1587 | Wien 18, Bastiengasse 36–38 Standort                       | Anmerkung: Projektoberleitung: Franz Berger; Ausführung, mit Karl Limbach      | P84(Architekt): P131(Ort):Wien Region-ISO:AT-9                                           |
| ja   | Datei hochladen | 1908–1912 | Häuser | Wien 18, Wallrißstraße 83–89 Standort                      | Anmerkung: Entwurf Karl Badstieber; Bauherr und Ausführung                     | P84(Architekt): P131(Ort):                                                               |
| ja   | Datei hochladen | 1910      | Villa | Wien 18, Bastiengasse 85 Standort                          |                                                                                | P84(Architekt): P131(Ort):                                                               |
| ja   | Datei hochladen | 1910      | Villa | Wien 23, Kaserngasse 24 Standort                           | Anmerkung: Umbau                                                               | P84(Architekt): P131(Ort):Wien Region-ISO:AT-9                                           |
| ja   | Datei hochladen | 1911–1912 | Doppelmiethaus                                                                                            | Wien 18, Bastiengasse 81, 83 Standort                      |                                                                                | P84(Architekt):Max Haupt P131(Ort):Wien Region-ISO:AT-9                                  |
| ja   | Datei hochladen | 1912      | Zinshaus                                                                                                  | Wien 18, Sternwartestraße 25 / Edelhofgasse 32 Standort    | Anmerkung: Entwurf und Ausführung                                              | P84(Architekt):Max Haupt P131(Ort):Wien Region-ISO:AT-9                                  |
| BW   | Datei hochladen | 1914      | Zinshaus                                                                                                  | Wien 16, Wattgasse 38 Standort                             | Anmerkung: Entwurf und Ausführung                                              | P84(Architekt):Max Haupt P131(Ort):Wien Region-ISO:AT-9                                  |
| ja   | Datei hochladen | 1914      | Miethaus                                                                                                  | Wien 18, Herbeckstraße 41 / Witthauergasse 4 Standort      | Anmerkung: Entwurf und Ausführung                                              | P84(Architekt): P131(Ort):                                                               |
| ja   | Datei hochladen | 1915–1916 | Miethaus HERIS-ID: 48794 Objekt-ID: 52346                                                                 | Wien 18, Michaelerstraße 8 Standort                        | Anmerkung: mit Richard Jordan                                                  | P84(Architekt):Max Haupt P131(Ort):Währing Region-ISO:AT-9                               |
| ja   | Datei hochladen | 1926      | Villa | Wien 18, Eckpergasse 34 Standort                           | Anmerkung: mit Gustav Abend                                                    | P84(Architekt):Gustav Abend, Max Haupt P131(Ort):Wien Region-ISO:AT-9                    |